# Ángel Maturino Reséndiz
Angel Maturino Reséndiz (n. Ángel Leoncio Reyes Recendis, 1 de agosto de 1960 – 27 de junho de 2006), também conhecido como O Assassino da Estrada de Ferro ou o Assassino da Ferrovia, foi um fraudador, coiote, ladrão, estuprador e serial killer formalmente acusado do assassinato de sete pessoas, tendo sido condenado à morte por um desses assassinatos, o da vítima Claudia Benton.   
Ele foi executado no Texas por injeção letal.
"Angel Maturino Resendiz, apelidado de 'The Railroad Killer', incutiu pânico e medo nas cidades ferroviárias dos Estados Unidos no final dos anos 1990", escreveu a CBS em setembro de 2017. 

## Biografia
Um imigrante ilegal vindo do México, Angel vagava pelos Estados Unidos usando trens de carga como meio de transporte. Era casado com Julietta Dominguez e tinha uma filha e a família morava em Rodeo, no México. 
Na infância teria presenciado violência doméstica contra a mãe, tendo ele também sido agredido. Aos oito anos teria sido estuprado por um morador do bairro onde residia e também por um tio. 
Sua vida criminosa começou cedo, quando aos 11 anos fugiu de casa, passando a viver nas ruas, época em que teria sido atacado por uma gangue, ficando seriamente ferido na cabeça. Foi ainda adolescente que viajou ilegalmente pela primeira vez aos Estados Unidos e que foi preso por roubo e por posse de documentos falsos. 

## Crimes

### Fraudes
Ele usou mais de 30 pseudônimos, entre eles Rafael Resendez-Ramirez e Ángel Reyes Reséndiz, um nome muito próximo ao nome registrado em sua certidão de nascimento, encontrada em Izúcar de Matamoros, Puebla: Ángel Leoncio Reyes Recendis. Além disto ele usou quatro datas de nascimento, quatro números do Seguro Social e três números de identificação do Serviço de Imigração e Naturalização, que já chegou a prendê-lo ao menos sete vezes.

### Migração ilegal
A polícia de Ciudad Juarez, no México, informou à época de sua prisão que ele costumava ganhar a vida contrabandeando grupos de migrantes mexicanos indocumentados para os Estados Unidos. 
"Em 2 de junho de 1999, a Patrulha de Fronteira dos EUA pegou Resendiz por entrada ilegal em Sunland Park, Novo México, perto de El Paso, Texas. Sem saber que o homem, que usava vários pseudônimos, estava na lista do FBI como Rafael Resendez-Ramirez, eles o devolveram ao México. Mas ele rapidamente voltou a cruzar a fronteira e novamente usou trens de carga para se locomover. (...) Três dias depois que as autoridades de imigração o soltaram, o corpo espancado da professora de Houston, Noemi Dominguez, de 26 anos, foi encontrado em sua casa, coberto por uma colcha feita por sua mãe", reportou a CNN.  

### Assassinatos
No final dos anos 1990, uma série de crimes aconteceram na área de Houston - Claudia Benton, no Natal de 1998; o pastor Norman Skip" Sirnic e sua esposa Karen em maio de 1999; a idosa Josephine Konvicka, morta poucas semanas depois dos Sirnic - o que deixou os policiais em alerta. 

#### Metodologia
Reséndiz matava com pedras e outros objetos que encontrava pelo chão ou nas casas das vítimas. Após cada assassinato, ele passava um tempo na residência, às vezes para comer algo ou para bisbilhotar os documentos das pessoas que acabara de matar. Ele roubava joias e outros itens que enviava para sua esposa no México ou que simplesmente vendia. Muitas de suas vítimas foram encontradas envoltas por um cobertor ou tiveram seus corpos cobertos. Ele também estuprou algumas de suas vítimas do sexo feminino. 
Benton, por exemplo, foi estuprada, espancada com uma estátua e esfaqueada 19 vezes. 

## Investigações
Mark Moorhead, um oficial de inteligência do Departamento de Segurança Pública do Texas que estava trabalhando no caso Sirnic, conversou com Drew Carter, um Texas Ranger que estava trabalhando no caso Benton, sobre as estranhas circunstâncias dos dois crimes, incluindo que o criminoso havia matado com objetos encontrados nas residências das vítimas e depois coberto os corpos. "Moorhead achou isto bizarro e único demais para ser ignorado", escreveu a CNN em 2006. 
Moorhead então pediu que Carter fizesse testes e cruzamentos de DNA e uma semana depois o nome Resendiz foi rastreado. "A investigação ganhou força quando outros estados começaram a tentar conectar assassinatos não resolvidos a Resendiz", escreveu a CNN também.
Assim, em 21 de junho de 1999 Angel entrou na lista do FBI dos Dez foragidos mais procurados. Na época, centenas de policiais patrulharam os 36.000 milhas de trilhos em 23 estados, enquanto autoridades mexicanas também participaram da busca pelo criminoso na região onde ele morava.  

## Vítimas
As seguintes mortes são atribuídas a Reséndiz:
1. 29 de agosto de 1997, Lexington, Kentucky, Christopher Maier, 21 anos. Um estudante da Universidade do Kentucky junto com sua namorada Holly caminhavam próximos aos trilhos, quando os dois foram atacados por Reséndiz, que espancou Maier até a morte. Reséndiz estuprou e espancou severamente a garota, que por sorte conseguiu sobreviver. Holly, a única vítima sobrevivente, apareceu no programa de televisão "Eu sobrevivi," do Biography channel e por consequência acabou ajudando outras vítimas de estupro, assédio sexual e outros crimes. Ela testemunhou no tribunal.  
2. 4 de outubro de 1998, Hughes Springs, Texas, Leafie Mason, 81 anos. Ela foi espancada até a morte com um antigo ferro de passar por Reséndiz, que desta vez havia entrado pela janela. À cinquenta metros de sua porta ficava a estação ferroviária Kansas City-Southern. 
3. 17 de dezembro de 1998, West University Place, Texas, Claudia Benton, 39 anos. Benton, uma pediatra neurologista da Faculdade Baylor de medicina, foi estuprada, apunhalada e espancada repetidamente após ele ter entrado em sua casa, próxima à estação de trens Union Pacific. A polícia encontrou seu Jeep Cherokee em San Antonio onde foram também encontradas as digitais de Reséndiz na direção do veículo. Após o assassinato, Reséndiz tinha um mandado de prisão por roubo, mas não por homicídio.  
4 e 5. 2 de Maio de 1999, Weimar, Texas, Norman J. Sirnic, 46 anos, e Karen Sirnic, 47 anos. Os Sirnics foram espancados até a morte com uma marreta na pastoral da United Church of Christ, onde Norman Sirnic era pastor. O prédio ficava localizado próximo a estrada de ferro. O Mazda vermelho dos Sirnics  foi também encontrado em San Antonio três meses depois, e as digitais do caso foram ligadas as do caso Claudia Benton.  
6. 4 de junho de 1999, Houston, Texas, Noemi Dominguez, 26 anos. Dominguez, professor da Benjamin Franklin Elementary School em Houston Independent School District, foi espancado até a morte em seu apartamento próximo a linha ferrea. Sete dias depois, seu Honda Civic branco foi descoberto por tropas do estado na ponte International Bridge em Del Rio, Texas.  
7. 4 de junho de 1999, Fayette County, Texas, Josephine Konvicka, 73 anos. Konvicka foi morta com um golpe certeiro na cabeça enquanto dormia despreocupada. Sua fazenda não ficava distante de Weimar. Reséndiz ainda tentou roubar seu carro, mas deixou o veículo de lado quando não conseguiu encontrar suas chaves.  
8 e 9. 15 de junho de 1999, Gorham, Illinois, George Morber Senior, 80 anos, e Carolyn Frederick, 52 anos. Reséndiz baleou George Morber com uma arma de fogo e golpeou Carolyn Frederick até a morte. Sua casa estava localizada a àpenas 90m de distancia da linha ferrea. Logo após, um observador afirmou ter visto um homem com a descrição de Reséndiz dirigindo a picape vermelha de Carolyn Frederick em Cairo, Illinois, que está localizada 100 km ao sul de Gorham.  
Outras possíveis vítimas atribuídas ao criminoso: 
1 e 2. 23 de março de 1997, Ocala, Florida, Jesse Howell, 19 anos. Ele foi espancado até a morte com o engate de uma mangueira de ar e deixado ao lado dos trilhos. Sua noiva Wendy Von Huben, 16 anos, foi estuprada, estrangulada, sufocada e enterrada em uma cova em Sumter County, Flórida. 
3. 10 de dezembro de 1998, Carl, Georgia, Fannie Whitney Byers, 81. Foi encontrada espancada até a morte em sua casa próxima a estação ferroviária de Carl. Um rapaz de Lexington foi acusado dos assassinatos em Barrow County, mas Reséndiz confessou a um agente do FBI que havia matado Byers.
4. Em 12 de abril de 2006 o Departamento de polícia de San Antonio anunciou ter finalmente resolvido o caso´de Michael White, que foi encontrado morto com vários tiros de revolver em 1991 no quintal de uma casa vazia no centro de San Antonio. De acordo com a policia de San Antonio, Ángel Reséndiz lhes deu detalhes precisos do assassinato e foi declarado o principal suspeito. 

## Prisão
A polícia localizou a irmã de Reséndiz, Manuela. Ela temia que seu irmão pudesse matar alguém mais ou ser morto pelo FBI, então decidiu ajudar a policia. O Texas Ranger Drew Carter, acompanhado por Manuela e um guia espiritual, encontrou Reséndiz sobre uma ponte que ligava El Paso, Texas, à Ciudad Juárez, Chihuahua. Reséndiz decidiu então entregar-se. Era 13 de julho de 1999 e ele tinha 39 anos de idade. 

## Julgamento e pena
Ángel Maturino Reséndiz foi considerado culpado em maio de 1999 e depois sentenciado à pena de morte pelo assassinato de Claudia Benton. Holly, a única sobrevivente, testemunhou, dizendo que depois dele ter matado seu namorado Christopher Maier e antes de espancá-la, ele havia dito sardonicamente: "você não precisa mais se preocupar com ele". 
"Os advogados argumentaram que ele era louco. Um júri o considerou culpado", escreveu a CNN. 

### Apelações
Em 2001, ele foi reavaliado pela primeira vez, após episódios de automutilação, tendo recebido o diagnóstico de esquizofrenia paranoide, após o que passou a usar continuamente medicação antipsicótica. Depois de muitos outros surtos, sua execução marcada para 10 de maio de 2006 chegou a ser adiada para que ele pudesse passar por novos testes psiquiátricos. No entanto, em 21 de junho de 2006 um juiz de Houston determinou que Reséndiz era mentalmente competente para ser executado. 

## Morte
Foi executado em Huntsville, Texas, em 27 de junho de 2006, com uma injeção letal. 
O marido de Claudia Benton, George, estava presente durante a execução e disse: "Reséndiz era o "mal na forma humana, uma criatura sem alma, sem consciência, sem sentimento de remorso, no que diz respeito à santidade da vida humana". 

## Curiosidades
- Em outubro de 1999 foi lançado o livro The Railroad Killer: The Shocking True Story of Angel Maturino Resendez and His Alleged Trail of Death;

- Em 2003 o caso Ángel Maturino Reséndiz foi tema de dois documentários: "Crime Stories" no Discovery Channel e Biography Channel e "The FBI Files:Tracks of a Killer"